# Thilo Stralkowski
Thilo Stralkowski (Essen, 2 mei 1987) is een hockeyer met de Duitse nationaliteit.
De aanvaller speelt voor Uhlenhorst Mülheim en heeft tot dusver (2016) 98 interlands voor de Duitse hockeyploeg gespeeld. Stralkowski won met de Duitse ploeg de gouden medaille op de Olympische Spelen 2012 door in de finale Nederland te verslaan.